# Унтерштурмфюрер

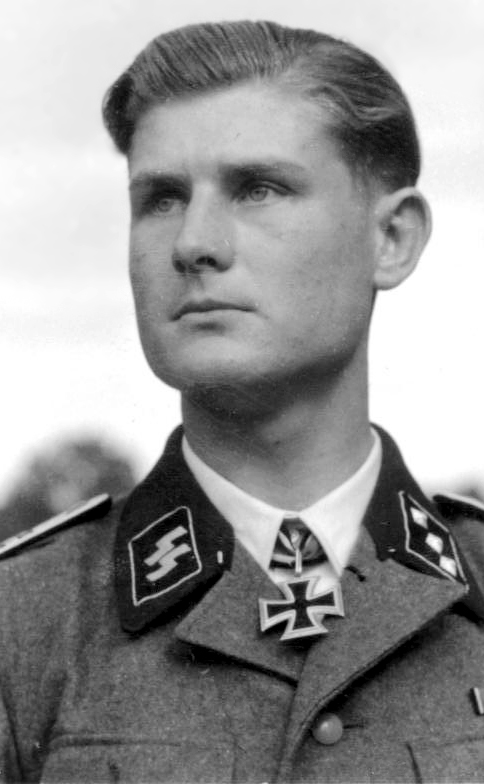
CC-Унтерштурмфюрер Вернер Вольф

СС-Унтерштурмфю́рер (нім. SS-Untersturmführer) — первісне офіцерське Військове звання СС (нім. Schutzstaffel), яке відповідало посаді командира чоти і званню лейтенанта Вермахту.
Звання виникло у лавах СС у липні 1934 році і мало за мету змінити звання Штурмфюрер в СА, яке існувало з моменту утворення СА (нім. Sturmabteilung) в 1921 році. Звання присвоювалося керівнику підрозділу «СС Труппен» (нім. SS Truppen).
«Труппен» (SS Truppen) охоплював міський район, сільську округу, за чисельністю складав біля армійського взводу від 18 до 45 чоловік і складався з трьох відділень (нім. SS Scharen). Цей підрозділ очолювався СС труппфюрером (нім. SS-Truppführer) або СС Унтерштурмфюрером (нім. SS Untersturmführer), залежно від чисельності.
Знаки розрізнення унтерштурмфюрера Ваффен-СС

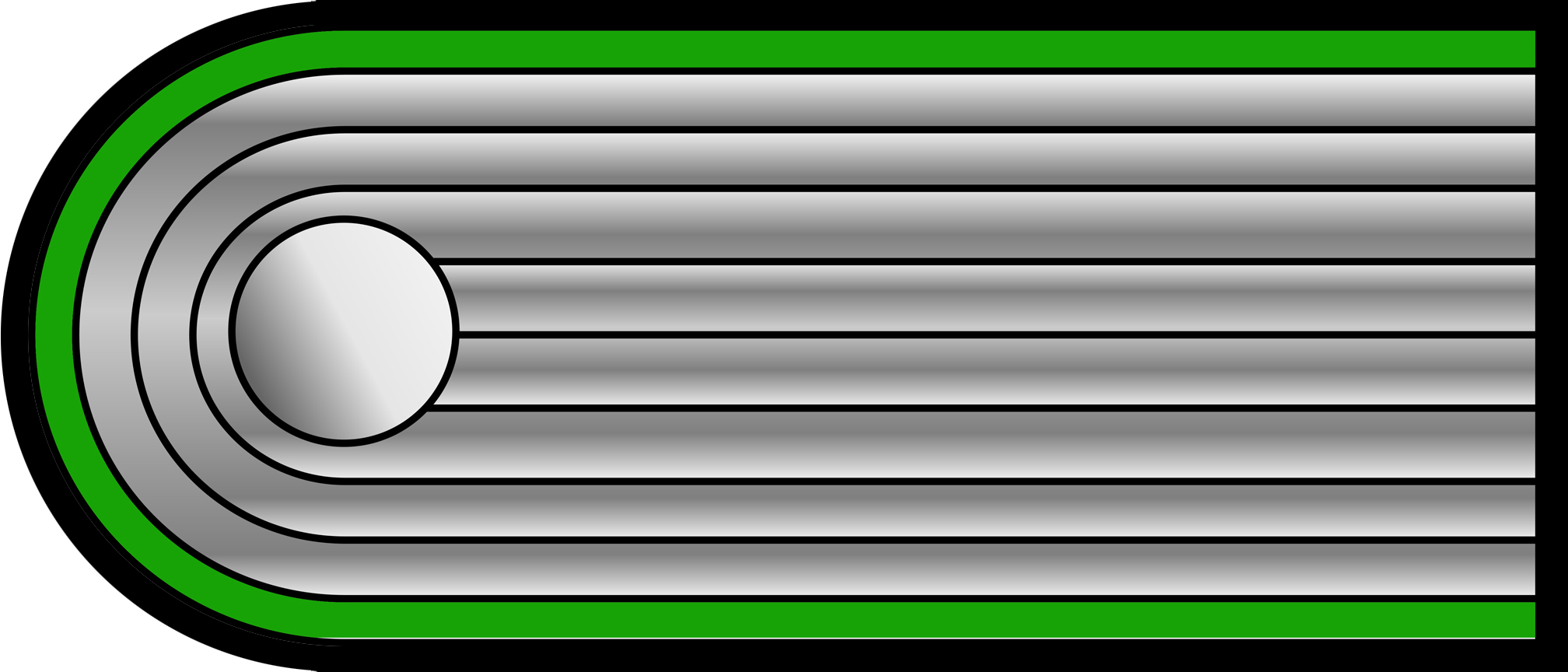
Погон
Петлиця
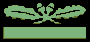
Маскувальний костюм